# Сан-Педро-Искатлан
Сан-Педро-Искатлан (исп. San Pedro Ixcatlán) — муниципалитет в Мексике, входит в штат Оахака. Население 11 человек.

## История
Город основал Аркадио Варела.